# Музей культур мира
Музей культур мира (итал. Museo delle Culture del Mondo) находится в итальянском городе Генуя. Музей открыт в 2004 году в связи с объявлением Генуи культурной столицей Европы на этот год в историческом замке Кастелло д'Альбертис (ит.). В музее представлены предметы традиционных культур (в том числе исчезнувших) Африки, Америки и Океании. В пристройке находится Музей музыки народов мира.

## Галерея

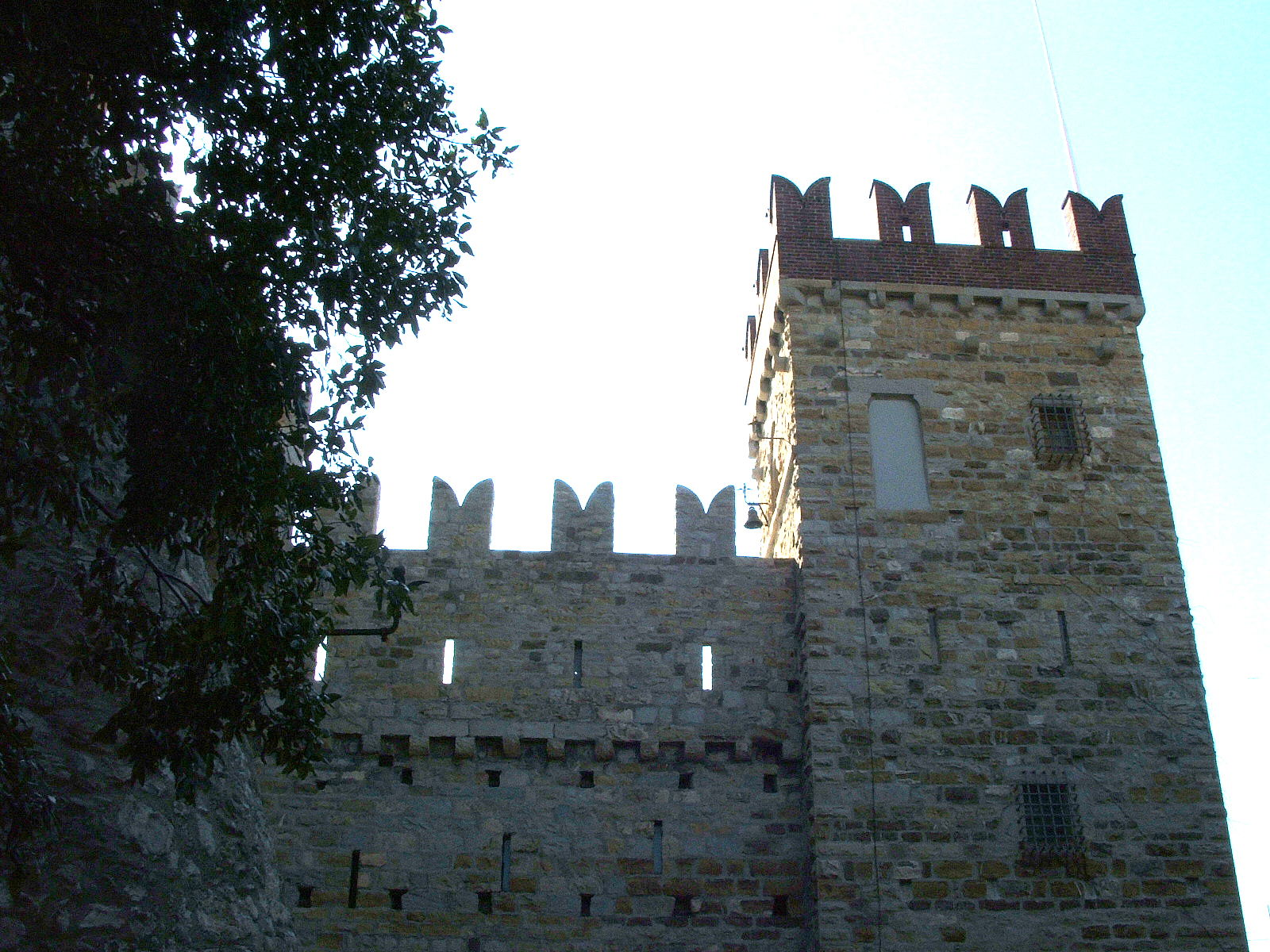
Зубчатая стена замка, характерная для традиционной итальянской архитектуры
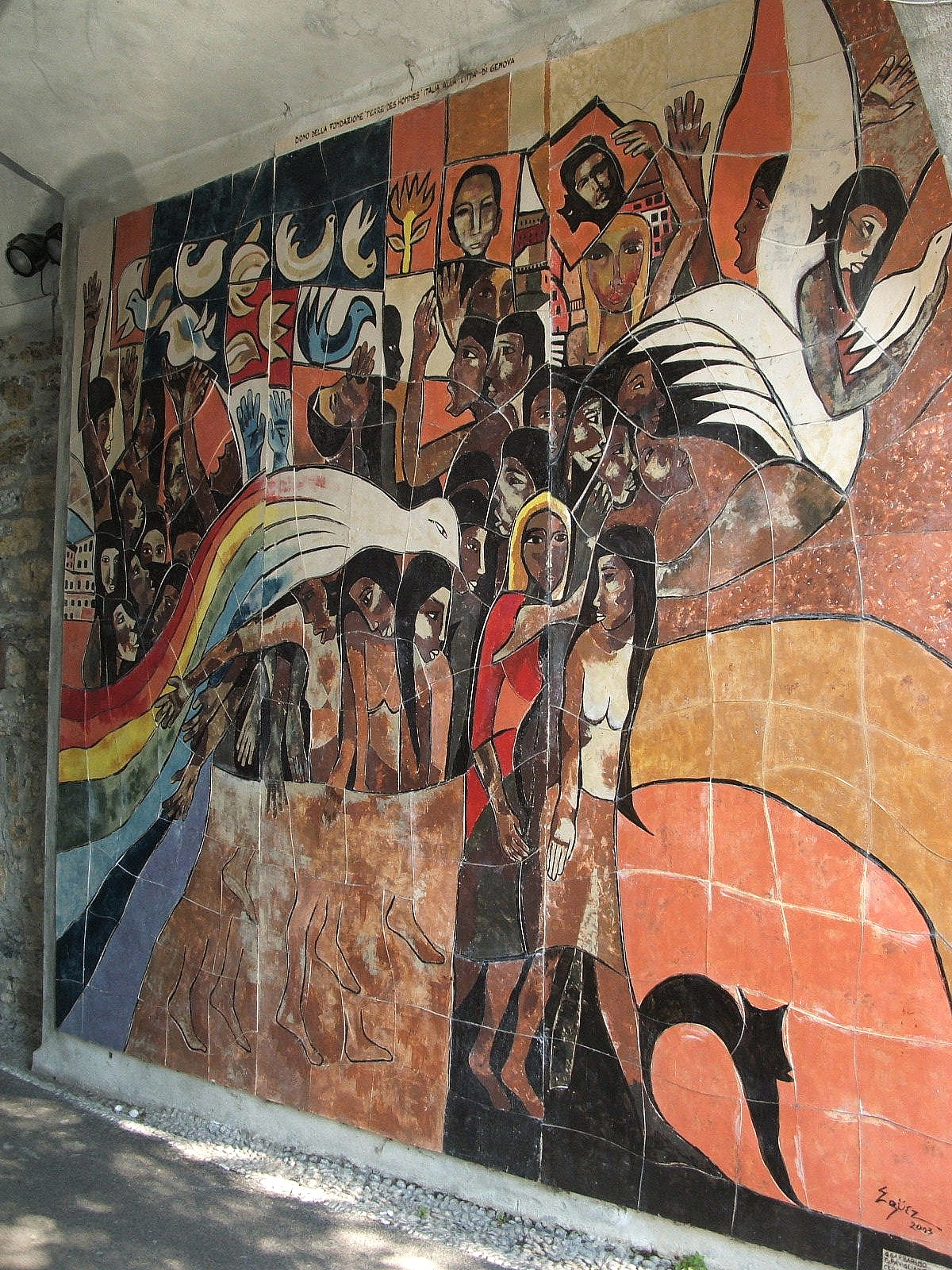
Настенная роспись при входе в замок
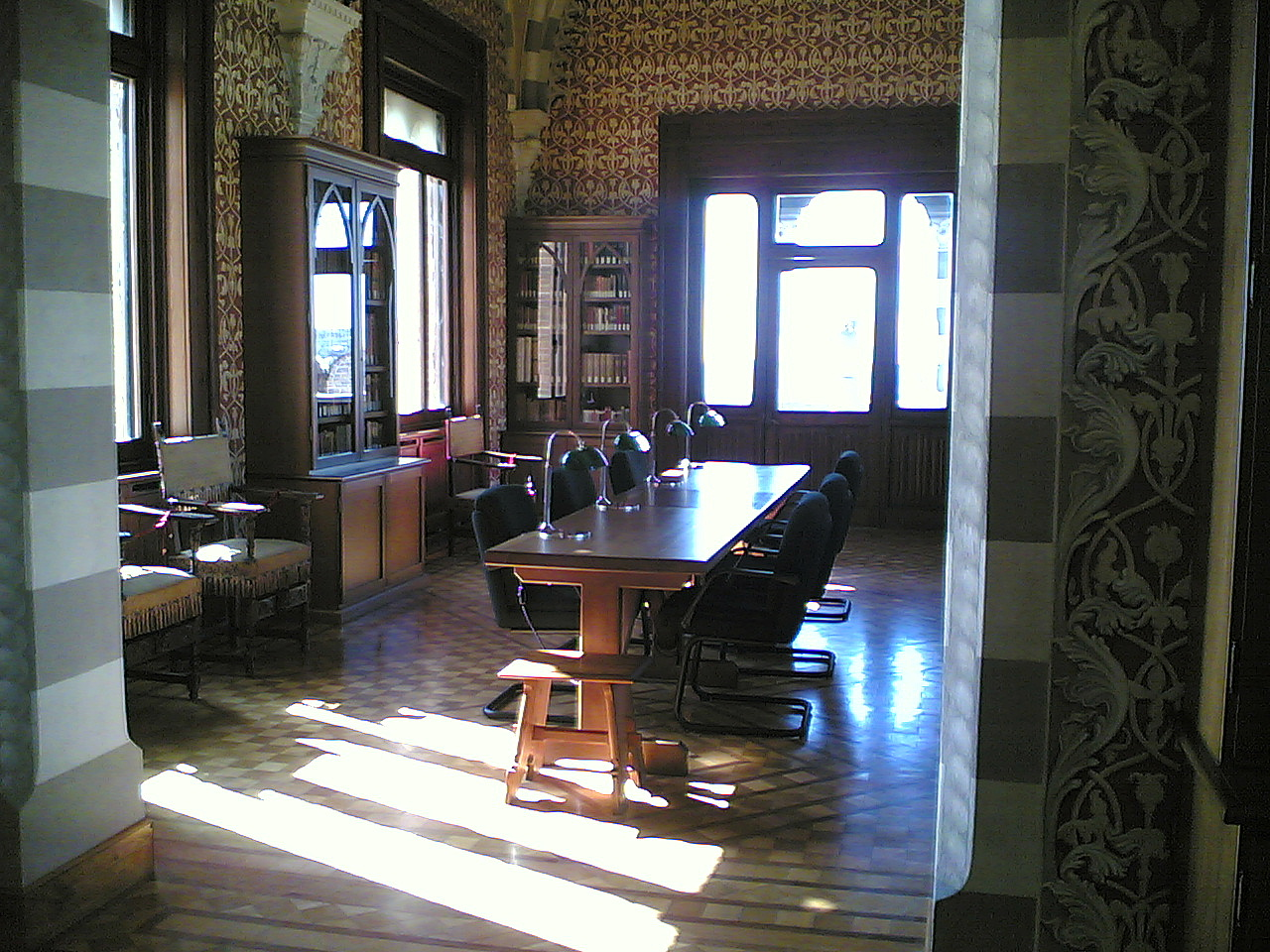
Библиотека при музее
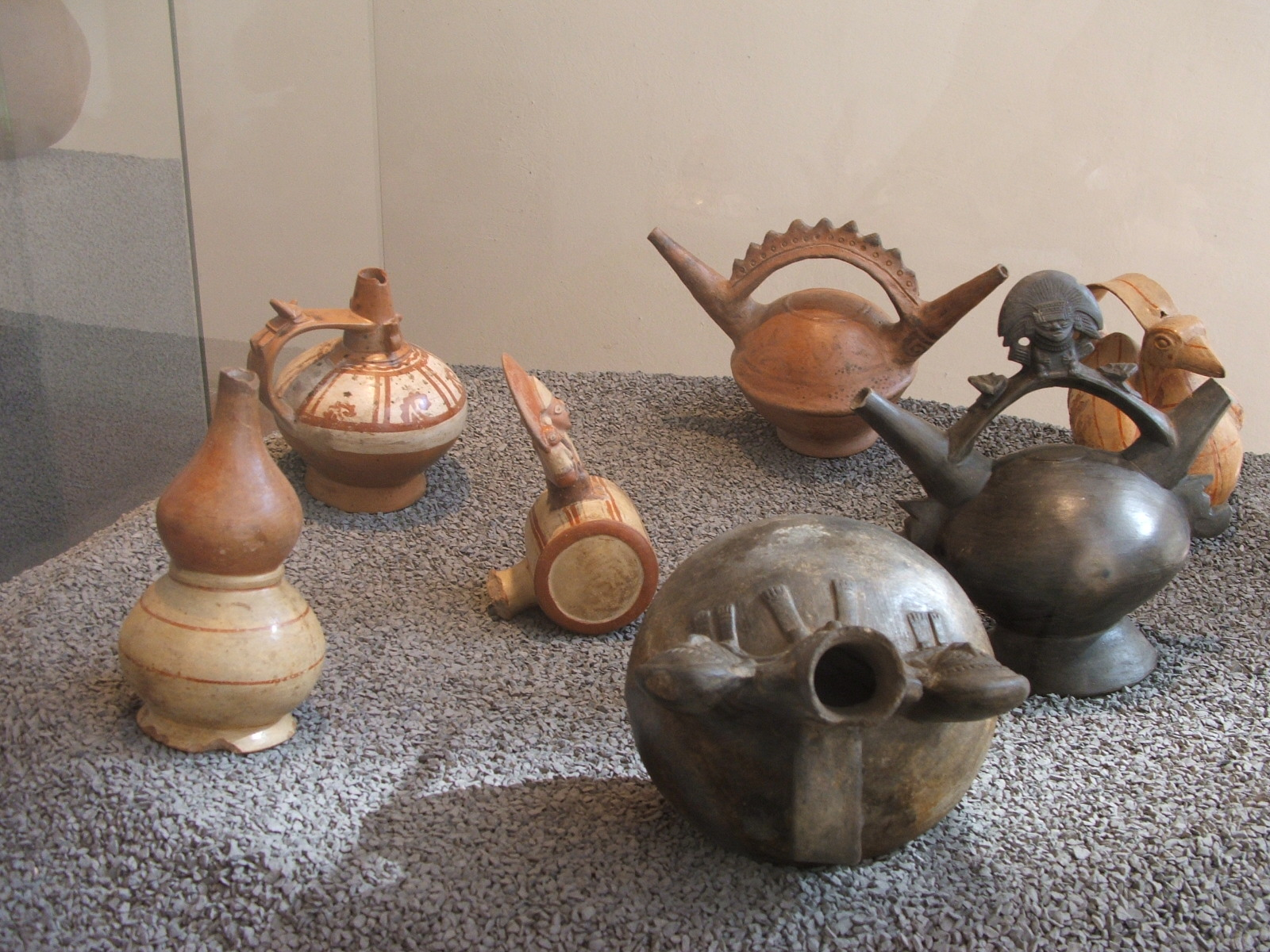
Керамика ацтеков